# Fenerbahçe Spor Kulübü 2013-2014 (pallacanestro maschile)
Questa voce raccoglie le informazioni riguardanti il Fenerbahçe Spor Kulübü nelle competizioni ufficiali della stagione 2013-2014.

## Stagione
La stagione 2013-2014 del Fenerbahçe è la 48ª nel massimo campionato turco di pallacanestro, la Türkiye 1. Basketbol Ligi.

## Roster
Aggiornato al 28 gennaio 2022.
| Fenerbahçe Ülker 2013-14 | Fenerbahçe Ülker 2013-14 |
| Giocatori                | Staff tecnico            |
| ------------------------ | ------------------------ |

| N. | Naz.                                                   | Ruolo | Nome             | Anno | Alt.   | Peso   |  |
| -- | ------------------------------------------------------ | ----- | ---------------- | ---- | ------ | ------ |  |
| 4  | Stati Uniti (bandiera) · Macedonia del Nord (bandiera) | P     | Bo McCalebb      | 1985 | 183 cm | 83 kg  |  |
| 5  | Stati Uniti (bandiera)                                 | P     | Pierre Jackson   | 1991 | 180 cm | 82 kg  |  |
| 7  | Turchia (bandiera)                                     | G     | Ömer Onan (C)    | 1978 | 194 cm | 93 kg  |  |
| 8  | Serbia (bandiera)                                      | AG    | Nemanja Bjelica  | 1988 | 208 cm | 106 kg |  |
| 9  | Turchia (bandiera)                                     | P     | Barış Ermiş      | 1985 | 194 cm | 92 kg  |  |
| 10 | Turchia (bandiera)                                     | G     | Melih Mahmutoğlu | 1990 | 191 cm | 85 kg  |  |
| 11 | Lituania (bandiera)                                    | AP    | Linas Kleiza     | 1981 | 203 cm | 107 kg |  |
| 12 | Turchia (bandiera)                                     | AG    | İzzet Türkyılmaz | 1990 | 212 cm | 95 kg  |  |
| 13 | Slovenia (bandiera)                                    | C     | Gašper Vidmar    | 1987 | 210 cm | 120 kg |  |
| 17 | Turchia (bandiera)                                     | AC    | Ayberk Olmaz     | 1996 | 210 cm | 93 kg  |  |
| 18 | Montenegro (bandiera)                                  | C     | Blagota Sekulić  | 1982 | 210 cm | 116 kg |  |
| 21 | Turchia (bandiera)                                     | C     | Oğuz Savaş       | 1987 | 213 cm | 120 kg |  |
| 22 | Croazia (bandiera)                                     | C     | Luka Žorić       | 1984 | 211 cm | 110 kg |  |
| 23 | Turchia (bandiera)                                     | P     | Berk Uğurlu      | 1996 | 190 cm | 80 kg  |  |
| 25 | Kosovo (bandiera) · Turchia (bandiera)                 | PG    | Kenan Sipahi     | 1995 | 197 cm | 83 kg  |  |
| 33 | Turchia (bandiera)                                     | AG    | Metecan Birsen   | 1995 | 206 cm | 101 kg |  |
| 41 | Turchia (bandiera)                                     | AG    | İlkan Karaman    | 1990 | 205 cm | 110 kg |  |
| 44 | Croazia (bandiera)                                     | AP    | Bojan Bogdanović | 1989 | 200 cm | 100 kg |  |
| 55 | Slovenia (bandiera) · Turchia (bandiera)               | A     | Emir Preldžič    | 1987 | 206 cm | 100 kg |  |

| Allenatore                                                                                                  |
| - Željko Obradović                                                                                          |
| Assistente/i                                                                                                |
| - Vladimir Androić - Erdem Can - Josep Maria Izquierdo Legenda - (C) Capitano - (IN) Inattivo - Infortunato |

## Mercato

### Sessione estiva
| Acquisti | Acquisti         | Acquisti        | Acquisti      | Acquisti |
| R.a      | Nome             | da              | Modalità      |          |
| -------- | ---------------- | --------------- | ------------- | -------- |
| PG       | Kenan Sipahi     | Tofaş Bursa     | definitivo    |          |
| AG       | Nemanja Bjelica  | Saski Baskonia  | definitivo    |          |
| C        | Luka Žorić       | Málaga          | definitivo    |          |
| AG       | İzzet Türkyılmaz | Bandırma Banvit | definitivo    |          |
| AP       | Linas Kleiza     | Toronto Raptors | definitivo    |          |
| G        | Melih Mahmutoğlu | Erdemirspor     | definitivo    |          |
| C        | Gašper Vidmar    | Beşiktaş        | fine prestito |          |
| AG       | Berkay Candan    | Olin Edirne     | fine prestito |          |
| AP       | Can Maxim Mutaf  | Karşıyaka       | fine prestito |          |

| Cessioni | Cessioni        | Cessioni      | Cessioni       | Cessioni |
| R.       | Nome            | a             | Modalità       |          |
| -------- | --------------- | ------------- | -------------- | -------- |
| C        | David Andersen  | Free agent    | rescissione    |          |
| AC       | Mike Batiste    | Panathīnaïkos | fine contratto |          |
| AP       | Romain Sato     | Valencia      | rescissione    |          |
| G        | Uroš Tripković  | Free agent    | rescissione    |          |
| C        | Kaya Peker      | Trabzonspor   | fine contratto |          |
| AG       | Berkay Candan   | TED Ankara    | prestito       |          |
| GA       | Can Maxim Mutaf | Trabzonspor   | fine contratto |          |

### Dopo l'inizio della stagione
| Acquisti | Acquisti        | Acquisti          | Acquisti         | Acquisti   |
| R.       | Nome            | da                | Data             | Modalità   |
| -------- | --------------- | ----------------- | ---------------- | ---------- |
| P        | Pierre Jackson  | Idaho Stampede    | 21 febbraio 2014 | definitivo |
| C        | Blagota Sekulić | Canarias Tenerife | 26 febbraio 2014 | definitivo |

| Cessioni | Cessioni       | Cessioni      | Cessioni       | Cessioni    |
| R.       | Nome           | a             | Data           | Modalità    |
| -------- | -------------- | ------------- | -------------- | ----------- |
| P        | Barış Ermiş    | Gaziantep BŞB | 8 gennaio 2014 | prestito    |
| P        | Pierre Jackson | Free agent    | 10 aprile 2014 | rescissione |